# Закрите суспільство
Закрите суспільство — суспільство, яке характеризується тенденціями до впровадження контролю в усіх галузях життя. Зазвичай, це тоталітарне суспільство. На противагу відкритому суспільству більшість членів закритого суспільства нездатні до інновацій, бо не мають економічних, політичних, культурних контактів з представниками відкритих суспільств. Одним з класичних прикладів закритого суспільства вважається СРСР.